# Johann Heinrich Burchard
Johann Heinrich Burchard (26 de julho de 1852 — 6 de setembro de 1912) foi um advogado e político de Hamburgo que serviu como senador (de 1885 até sua morte) e primeiro prefeito e presidente do Senado da cidade livre e hanseática de Hamburgo (em 1903, 1906, 1908–1909 e de 1 de janeiro de 1912 até sua morte).
Burchard nasceu em Bremen, membro da família hanseática Burchard, filho do banqueiro Friedrich Wilhelm Burchard (1824 a 1892) e Marianne Gossler (1830 a 1908), neta do senador e banqueiro Johann Heinrich Gossler e bisneta de Johann Hinrich Gossler e Elisabeth Berenberg. Seu pai era comerciante em Bremen, que em 1853 se tornou sócio do Banco Berenberg (Joh. Berenberg, Gossler & Co.), de propriedade da família de sua esposa. A família então se mudou para Hamburgo, onde, depois de participar da Guerra Franco-Prussiana como voluntário, ele completou seu abitur na Gelehrtenschule des Johanneums antes de estudar Direito nas Universidades de Leipzig, Heidelberg e Göttingen.
Como típico Hanseat, ele rejeitou títulos nobres e qualquer forma de premiação.
Um retrato de Burchard de Max Liebermann é exibido na representação de Hamburgo (embaixada) em Berlim.
Em 1877, casou-se com Emily Henriette Amsinck (1858-1931), filha de Wilhelm Amsinck (1821-1909). Seu filho mais velho, Wilhelm Amsinck Burchard-Motz, também era senador de Hamburgo e segundo prefeito.
Heinrich Burchard morreu em Hamburgo, aos 60 anos.